# Kopneni tajpan
Kopneni tajpan (Australski kopneni tajpan; Oxyuranus microlepidotus), najotrovnija zmija na planetu. Živi u pustinjskim krajevima u unutrašnjosti Australije u jugoistočnom Sjevernom teritoriju, Južne Australije i zapadnom Queenslandu i pripada porodici Elapidae ili otrovnih guževa (guje), potporodici Hydrophiinae.
Kopneni tajpan na zlu je glasu kao najopasnija, i najotrovnija kopnena zmija na zemlji. Nakon napada nikada se ne povlači nego uvijek napada iznova i iznova, tako da je zabilježeno, da je u jednom napadu žrtva bila ugrižena 8 puta. Jedna kap otrova veličine glave pribadače može ubiti nekoliko tisuća miševa. Njezin otrov djeluje na živčani sustav, izaziva paralizu, poremećaje u grušanju krvi i oštećuje mišićna vlakna. Hrani se pretežno malenim glodavcima, pa se zna naći i u blizini ljudi gdje ima miševa i štakora, što može dovesti do kobnih posljedica.
Kopneni tajpani jaja polažu u napuštenim životinjskim jazbinama i pukotinama, a broj jaja i razmnožavanje znatnim dijelom ovisi o tome koliko hrane taj kraj ima na raspolaganju. 